# Пентак
Пента́к (фр. и окс. Pintac) — коммуна во Франции, находится в регионе Юг — Пиренеи. Департамент — Верхние Пиренеи. Входит в состав кантона Бордер-сюр-л’Эшес. Округ коммуны — Тарб.
Код INSEE коммуны — 65364.

## География
Коммуна расположена приблизительно в 650 км к югу от Парижа, в 125 км западнее Тулузы, в 9 км к северо-западу от Тарба.
На востоке коммуны протекает река Желин.

## Климат
Климат умеренно-океанический с солнечной тёплой погодой и обильными осадками на протяжении практически всего года.

## Население
Население коммуны на 2010 год составляло 31 человек.
| 1962 | 1968 | 1975 | 1982 | 1990 | 1999 | 2010 |
| ---- | ---- | ---- | ---- | ---- | ---- | ---- |
| 59   | 47   | 34   | 33   | 24   | 27   | 31   |

## Администрация
| Период | Период | Фамилия       | Партия | Примечания |
| ------ | ------ | ------------- | ------ | ---------- |
| 2001   | 2014   | Катрин Коссу  |        |            |
| 2014   | 2020   | Франсис Педож |        |            |

## Экономика
В 2010 году среди 18 человек трудоспособного возраста (15-64 лет) 14 были экономически активными, 4 — неактивными (показатель активности — 77,8 %, в 1999 году было 83,3 %). Из 14 активных жителей работали 13 человек (7 мужчин и 6 женщин), безработной была 1 женщина. Среди 4 неактивных 2 человека были учениками или студентами, 1 — пенсионером, 1 был неактивным по другим причинам.